# Tabin-Wildreservat
Das Tabin-Wildreservat (Tabin Wildlife Reserve) ist ein etwa 1200 Quadratkilometer großes Schutzgebiet im malayischen Bundesstaat Sabah im Nordosten der Insel Borneo. Es wurde im Jahr 1984 als Schutzgebiet ausgewiesen um vor allem die kleinwüchsigen Borneo-Elefanten, den Borneo-Banteng und das Sumatranashorn zu schützen.
Das Reservat reicht von Meereshöhe bis auf etwa 500 m. Bis 1989 wurde in dem Gebiet noch großflächig Holz geschlagen. Daher besteht die Vegetation mit Ausnahme einer 80 Quadratkilometer großen Kernzone und vier Reservaten, so genannten Virgin Jungle Reserves (VJR), wo noch ursprüngliche Primärwälder stehen, aus Sekundärwald.

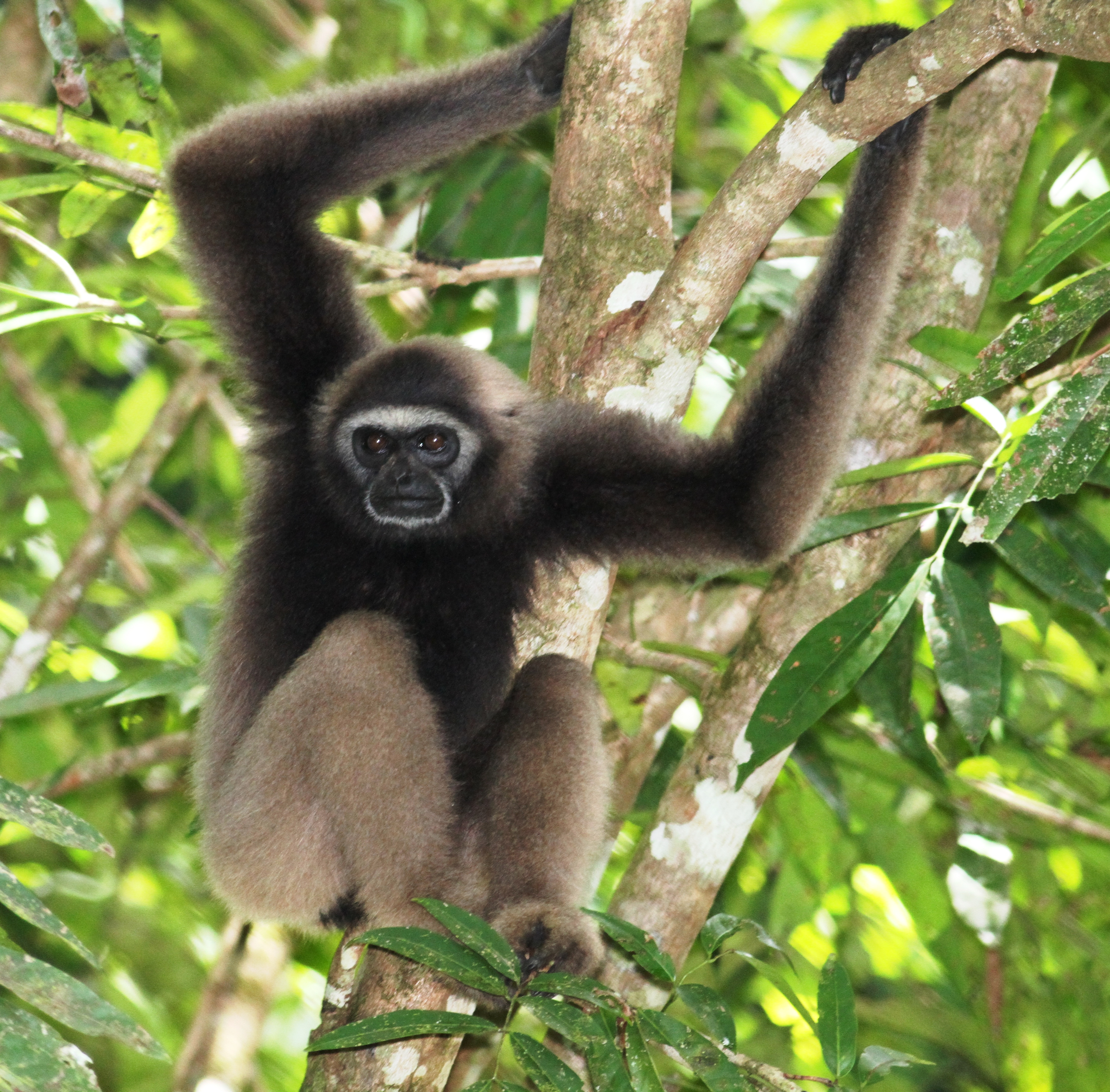
Östlicher Borneo-Gibbon im Tabin-Wildreservat

Nahezu alle Großtierarten Borneos kommen im Reservat vor. Der Bestand der Elefanten wird auf etwa 120 bis 300 Tiere geschätzt (Stand 1993), dazu leben Borneo-Bantengs sowie Sambarhirsche, Muntjaks, und Kantschile im Gebiet. Sieben von Sabahs acht Primatenarten kommen im Gebiet vor, darunter auch Orang-Utans, Östliche Borneo-Gibbons und Nasenaffen, beide allerdings in geringen Populationsdichten. Der größte Räuber Borneos, der Sunda-Nebelparder ist ebenso heimisch wie zahlreiche kleinere Raubtierarten. Im November 2019 ist das letzte bekannte Sumatranashorn des Tabin-Wildreservates verstorben. Damit gilt diese Art auf Borneo als ausgestorben.
Außerhalb des Reservates am nahe gelegenen Sungai Segama lebt eine relativ große Population des Nasenaffen (ca. 1000 Exemplare).